# Cantó de Liffré
El cantó de Liffré (bretó Kanton Liverieg) és una divisió administrativa francesa situat al departament d'Ille i Vilaine a la regió de Bretanya.

## Composició
El cantó aplega 8 comunes :
| Nom francès            | Nom bretó            | Població | km²    | Codi Postal | Codi INSEE |
| Chasné-sur-Illet       | Kadeneg              | 1.139    | 9,47   | 35250       | 35067      |
| Dourdain               | Dourdan              | 706      | 13,80  | 35450       | 35101      |
| Ercé-près-Liffré       | Herzieg-Liverieg     | 1.364    | 15,78  | 35340       | 35107      |
| La Bouëxière           | Beuzid-ar-C'hoadoù   | 3.503    | 49,68  | 35340       | 35031      |
| Liffré                 | Liverieg             | 6.454    | 66,86  | 35340       | 35152      |
| Livré-sur-Changeon     | Liverieg-Kenton      | 1.137    | 26,37  | 35450       | 35154      |
| Saint-Sulpice-la-Forêt | Sant-Suleg-ar-C'hoad | 1.307    | 6,72   | 35250       | 35315      |
| Thorigné-Fouillard     | Torigneg-Fouilharzh  | 6.625    | 13,58  | 35235       | 35334      |
| Cantó                  | Liverieg             | 22.235   | 202,26 | -           | 3519       |

## Evolució demogràfica
| 1962  | 1968  | 1975   | 1982   | 1990   | 1999   |
| ----- | ----- | ------ | ------ | ------ | ------ |
| 8.281 | 8.537 | 10.899 | 14.722 | 18.713 | 22.235 |

## Història
| Data d'elecció                           | Identitat        | Partit | Qualitat |
| ---------------------------------------- | ---------------- | ------ | -------- |
| 2004-                                    | Clément Théaudin | PS     |          |
| les dades anteriors no són pas conegudes |                  |        |          |
|                                          |                  |        |          |